# Monti Čočumskij
I monti Čočumskij (in russo Чочумский хребет?; in lingua sacha: Чочум сис) sono una catena montuosa della Siberia Orientale che fa parte del sistema montuoso dei monti di Verchojansk. Si trovano nella Sacha (Jacuzia), in Russia.

## Geografia
I Čočumskij si allungano per circa 80 km in direzione nord-ovest/sud-est nella parte sud-occidentale del sistema di Verchojansk, lungo la riva destra della Lena all'altezza della città di Sangar. Si trovano a sud-est dei monti Kuturginskij, tra i fiumi Ljunkjubej e Beljanka. Sono attraversati nella parte meridionale dal fiume Čočuma. Il punto più alto è un picco senza nome di 1363 m. Dai Čočumskij scendono alcuni piccoli affluenti della Lena e della Čočuma.